# Ирландский нейтралитет во Второй мировой войне

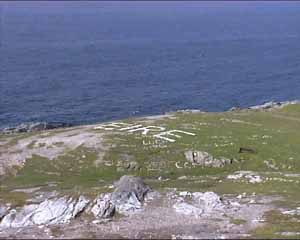
Пометки, предупреждающие авиатранспорт о присутствии на нейтральной территории

Ирландия — единственная из стран Британского содружества, не вступившая в антигитлеровскую коалицию. Во время войны страна придерживалась нейтралитета и пацифизма. Это было следствием довоенной политики, направленной на повышение суверенитета, что усилило националистические настроения и нежелание участвовать в военных действиях на стороне британцев. Кроме того, Ирландия не обладала достаточно развитой для участия в войне системой обороны — армия страны была малочисленна (19 783 человека, из которых 7223 — волонтёры) и плохо вооружена (2 лёгких танка, 21 бронированный автомобиль, 24 военных самолёта).
2 сентября 1939 года Де Валера объявил следующее:

«Мы знаем, что происходит, когда сильная нация использует свою мощь против слабой. Мы знаем, что означают агрессия и раздел, мы не забыли свою историю, и пока наша страна или какая-либо её часть покорена… наш народ, независимо от своих симпатий… будет руководствоваться интересами своей страны».

Так как президент определил статус Ирландии как страны не воюющей, но находящейся в кризисном положении из-за войны, 3 сентября было введено чрезвычайное законодательство. За время войны было принято более 7 тысяч указов и постановлений, регламентирующих функционирование страны; государство, ограничив права населения, взяло на себя полномочия для охраны общественной безопасности, порядка и снабжения. Был введён комендантский час, созданы дополнительные полицейские силы, стала обязательна распашка земли, рационализировано снабжение населения, заморожена заработная плата, ограничена деятельность профсоюзов, усилена цензура (направленная на пропаганду нейтралитета через пропаганду нейтралитета как таковую и запрет на публикацию известий об ужасах войны, в том числе — о преступлениях нацизма; нельзя было печатать сводки погоды и даже фотографии, связанные с погодой, ранее, чем через 10 дней во избежание использования этой информации воюющими сторонами, и пр.).
В октябре 1939 года в британский Форин-офис поступил меморандум «Ирландское общественное мнение и война» (автор — лорд Лонгфорд, историк Фрэнк Пэкенхем), в котором рекомендовалось уважать ирландский нейтралитет и приводилась статистика, согласно которой 78,2 % населения Ирландии выступало за нейтралитет, 11,6 % — за войну на стороне Великобритании и 10,2 % — за войну против Великобритании (выгодность для стран-союзников нейтралитета Ирландии подчёркивалась во время войны и далее). Основой нейтралитета был назван раздел страны.
Во время войны велись переговоры о возможности использования Великобританией ирландских военно-морских баз, покинутых ею по соглашению 1938 года. Черчилль требовал их возвращения вплоть до угроз силовым захватом. Переговоры дошли до того, что Великобритания была готова отказаться от раздела Ирландии, если бы та вступила в войну; переговоры шли с 17 по 26 июня 1940 года и закончились 27 июня, когда на заседании ирландского правительства предложения были оценены как неприемлемые. В качестве встречного предложения была выдвинута идея единой, нейтральной Ирландии, территория которой не может быть использована против Великобритании, но эта идея не устроила британское правительство, которое ввело экономические санкции против Ирландии. Уже в 1941 году встал вопрос о выживании страны; в 1943 году произошёл транспортный коллапс из-за нехватки топлива.
Сложно оценить, был ли действительно упущен исторический шанс; фактически во время переговоров Великобритания лишь обещала, не давая гарантий и не описывая механизмы реализации предложений, кроме того, союзники позволяли себе использовать словосочетания вроде «британские порты».
Помимо экономических, Ирландия испытывала во время войны и иные внутренние трудности — с 1939 года Ирландская республиканская армия действовала как пятая колонна, проводя террористическую деятельность на территории Великобритании и опираясь в этом на поддержку нацистской Германии. В мае был принят «Закон о преступлениях против государства», направленный на борьбу с этой деятельностью, согласно которому было интернировано более тысячи человек.
Существуют различные оценки политики Ирландии: от негодования из-за того, что формально страна не участвовала в отражении нацистской угрозы, до восхищения последовательным противостоянием Великобритании.
Однако Ирландия оказывала союзникам косвенную помощь — взаимодействовала с разведками США и Великобритании, предоставляла воздушные коридоры для перелётов через Атлантику, интернировала немецких военнопленных, снабжала союзников метеорологическими сводками, служила продовольственной базой для Великобритании. Кроме того, ирландцы-добровольцы воевали в рядах британской армии и работали на британских заводах (считается, что за время войны на работу в Великобританию выехало 200 тысяч человек). Политика нейтралитета во многом предопределила изоляцию Ирландии в первые годы после войны.